# Tamarro insperatus
El Tamarro (anomenat així en referència a l'ésser mitològic Tamarro) és un gènere de troodòntid del Cretaci superior del qual se n'han trobat restes a Talarn. El gènere conté només una espècie, Tamarro insperatus, segons una troballa feta aquest any 2021 d'una porció de metatars.
L'holotip de Tamarro, MCD-7073, un metatars, fou trobat l'any 2003 a Sant Romà d'Abella (Talarn). L'any 2021, en Sellés et al. ho descriu com a nou gènere i espècie, Tamarro insperatus. El nom genèric prové d'una petita bèstia imaginària del Pallars (així com de comarques properes); mentre el nom específic significa "inesperat", referint-se a la descoberta inesperada del fòssil.
En Sellés Et al. situen el Tamarro insperatus al grup dels Troodòntids, fent-lo el primer membre de la subfamília Europea. També suggereix que els seus avantpassats van emigrar d'Asia cap a Europa entre el Cenomanià i el Maastrichtià.
Les anàlisis de l'holotip suggereixen que es tracta d'un subadult; la seva mida gran suggereix que creixien molt de pressa en les seves etapes primàries de vida.
El Tamarro vivia a l'illa Ibero-Armoricà, i el seu descobriment incrementa el coneixement de la diversitat dels theròpods petits a l'arxipèlag Europeu del Cretaci. Ha conviscut amb sauròpodes nans i lambeosaurins.